# Dolerocypria ensigera
Dolerocypria ensigera is een mosselkreeftjessoort uit de familie van de Candonidae. De wetenschappelijke naam van de soort is voor het eerst geldig gepubliceerd in 1992 door Maddocks.